# 王文炳 (嘉靖進士)
王文炳（1519年—？），字道充，號龍峯，江西吉安府廬陵縣人，民籍，明朝政治人物。

## 生平
嘉靖二十二年（1543年）癸卯科江西鄉試第六十一名舉人，三十二年（1553年）癸丑科三甲第七十四名進士。選翰林院庶吉士。三十四年十月授吏科給事中，三十五年六月升禮科右給事中，三十六年三月升刑科左給事中，十月升兵科都給事中，三十九年九月升太僕寺少卿，四十三年閏二月官至南京通政使司右通政。隆慶元年（1567年）正月科道糾拾，令致仕。

## 家族
曾祖王仁聞；祖父王惟賢；父王慶環，母劉氏。弟王文煒、王文炤、王文燈。子王命官、王命爵、王命賞。